# ثيودوريطس
ثيودوريطس (393 - 457 أو 458) أسقف قورش ومؤرخ حياة مار مارون.
المعلومات عنه ضئيلة، ولد في أنطاكية عام 393 من عائلة مسيحية غنيّة وتقيّة، تتردد على الرهبان والمتوحدين كثيرًا، أنجباه والداه بعد ثلاث عشر عامًا من الزواج فسميّاة ثيودوريطس أي «عطية الله» في العربية؛ بحسب المعطيات التاريخية فإن لثيودوريطس ثقافة عالية حصل عليها في أنطاكية.
بعد أن بلغ سن الرشد، وزّع أمواله على الفقراء، واعتزل للترهب في منطقة النقيرة قرب أفاميا بعيدًا عن مدينة أنطاكية، وقضى في ديرها سبع سنوات بدءًا من عام 416 وحتى 423، وخرج منها ليتولى إدارة أبرشية قورش شمال حلب، التي احتوت على ثمانمائة كنيسة. ولم يحده منصبه الأسقفي عن جذوره الرهبانية، إذ استمر في الأعمال النسكية وحياة الوحدة إلى جانب الاهتمامات الكبرى في واجبات الحياة الأسقفية، وكان يتردد على متوحدي ورهبان القورشية وجوارها.
قيل عن ثيودوريطس أنه، سوري عريق وأنطاكي لا في أصله وولادته ولغته فحسب، بل أيضًا في شعوره وفكره، له مؤلفات لاهوتية عديدة ضاع الكثير منها إذ أهملت أو أحرقت بعد موته، يعتبر ما كتبه من أهم الأعمال التي وضعت في بلاد الشام ومصر خلال القرن الرابع والقرن الخامس، تزامنًا مع أعمال القديس يوحنا الذهبي الفم وكيرلس الإسكندري. عرف عنه تعصبه للغة السريانية، مقابل اللغة والثقافة اليونانية، وقد دعاها «لسان الحقيقة» وامتدح بساطتها.
شارك في مجمع أفسس عام 431، وأقيل عن كرسيه في مجمع أفسس الثاني سنة 449 وحُرم لاتهامه بالنسطرة، برأه المجمع الخليقدوني سنة 451 من الحرم بتدخل بابا روما ليون الكبير، فقال البعض أنه عاد إلى قورش أسقفًا، ورجح البعض الآخر أنه ترهب وحيدًا في جوار أفاميا لينهي حياته بالتأليف.
من غير المعروف تاريخ وفاته، لكنها خلال عهد الإمبراطور ليون الأول الذي حكم من عام 457 إلى 474 والراجح أنها قبل وفاة القديس سمعان العمودي عام 459، لأنه لو تفي لكان ذكر شيءًا عن وفاته خصوصًا أنه أرّخ سيرته.
في كتابه «تاريخ أصفياء الله» الذي ألّفه بين عامي 440 و 445 يورد سير حياة رهبان القورشية ويخصص الفصل السادس عشر للحديث عن القديس مارون، كما يتكلم عنه في أربع فصول أخرى من الكتاب خلال حديثه عن نسّاك آخرين كانوا تلاميذ للقديس مارون، ويصف ثيودوريطس القديس مارون «بالمظفر العظيم» و«مارون العظيم» و«مارون المهلم» و«مارون الشهير» و«زينة القديسين».

## روابط خارجية
- ثيودوريطس على موقع الموسوعة البريطانية (الإنجليزية)